# Bernard Zehrfuss
Bernard Zehrfuss (Angers, 1911 -  Neuilly-sur-Seine, 1996) fue un arquitecto francés.
Realizó sus estudios de arquitectura en la Escuela de Bellas Artes de París. Hacia 1939 gana el gran premio de arquitectura de Roma. Diseñó el edificio para la Unesco en París en 1953 junto a Marcel Breuer y Pier Luigi Nervi. También el edificio de exposiciones del Centro Nacional de la Industria y la Técnica de París en 1958. Entre las construcciones industriales se destaca la Fábrica Renault en Flins construida en 1953. 